# Mary Jackson (ingeniera)
Mary Winston Jackson (Hampton, 9 de abril de 1921-Hampton, 11 de febrero de 2005) fue una matemática e ingeniera aeroespacial estadounidense, que trabajó para el Comité Consejero Nacional para la Aeronáutica (NASA), que más tarde se transformaría en la NASA.
Trabajó en el Centro de Investigación de Langley la mayor parte de su vida, empezando como calculista en la división de Cálculo del Área Oeste, y más tarde llegaría a ser la primera ingeniera negra de la NASA. Después de 34 años en la NASA, Jackson alcanzó el puesto más alto posible para ingenieros, y se dio cuenta de que no podía ascender más sin ser antes supervisor. Al llegar a este punto decidió aceptar una degradación para pasar a ser directora de dos programas al mismo tiempo: Federal Women’s Program en la oficina de Igualdad de Oportunidades, y del Affirmative Action Program. En estos cargos trabajó para influir tanto en la contratación como en la promoción de mujeres en la NASA, en el ámbito de la ciencia, la ingeniería y las matemáticas.

## Vida personal
Mary Jackson nació el 9 de abril de 1921, la hija de Ella Scott y Frank Winston. Nació y creció en Hampton, Virginia, y desde temprana edad mostró un gran don para los números y la ciencia que la llevó a graduarse con los más altos honores en la escuela secundaria.
Jackson durante más de 20 años fue dirigente de un grupo femenino Scout. Se distinguió por ayudar a jóvenes afroamericanas de su comunidad al crear un túnel de viento en miniatura en los años 1970.
Jackson estuvo casada y tuvo dos niños. Murió el 11 de febrero de 2005 a los 83 años

## Carrera
Mary Jackson se graduó en matemáticas y en Ciencias físicas en el Hampton Institute en 1942. Fue miembro de la hermandad Alpha Kappa Alpha.
Su trayectoria profesional no fue directa a la NASA, antes de unirse al organismo, tuvo varios cambios de carrera:

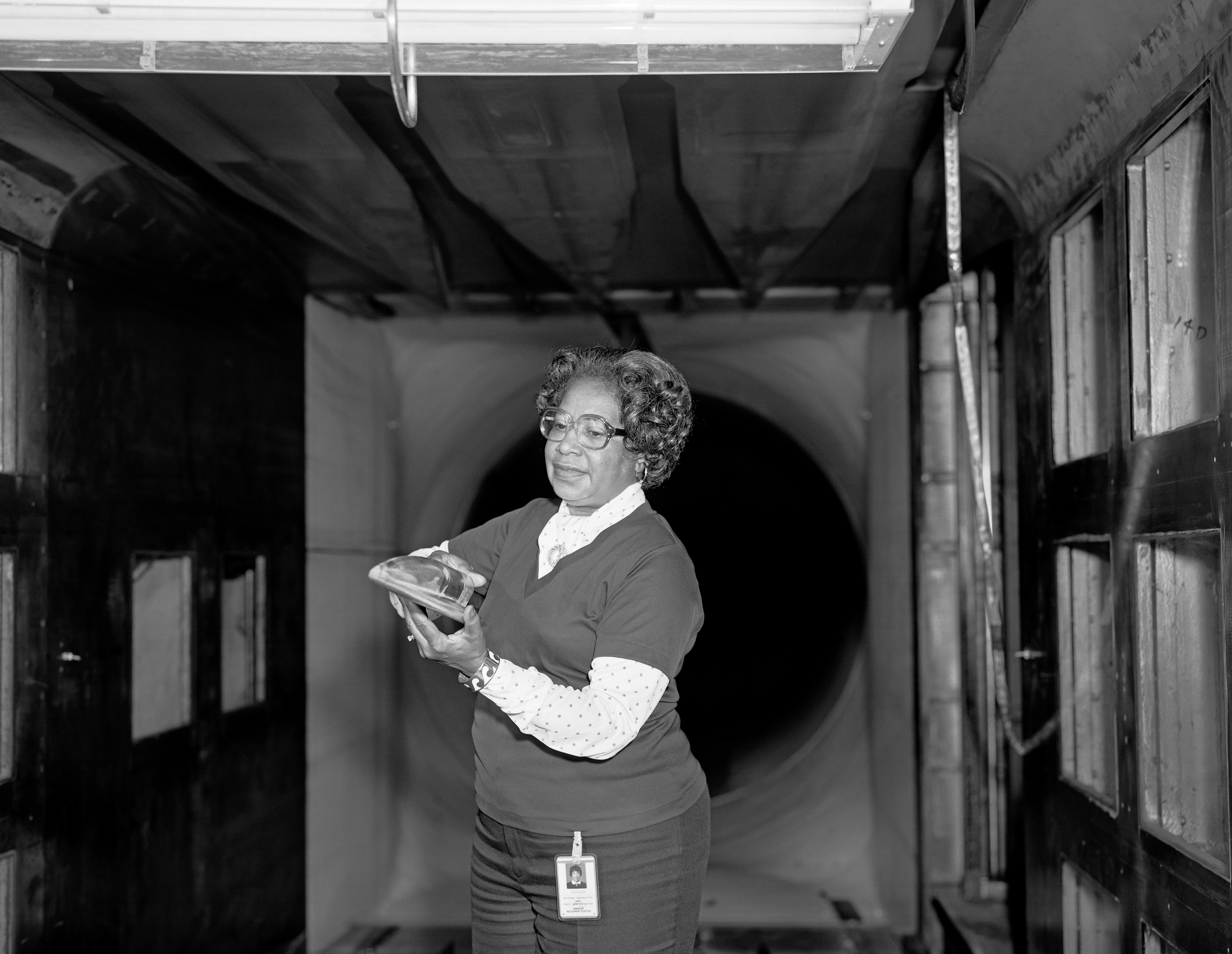
Mary Jackson sujetando un modelo de túnel del viento

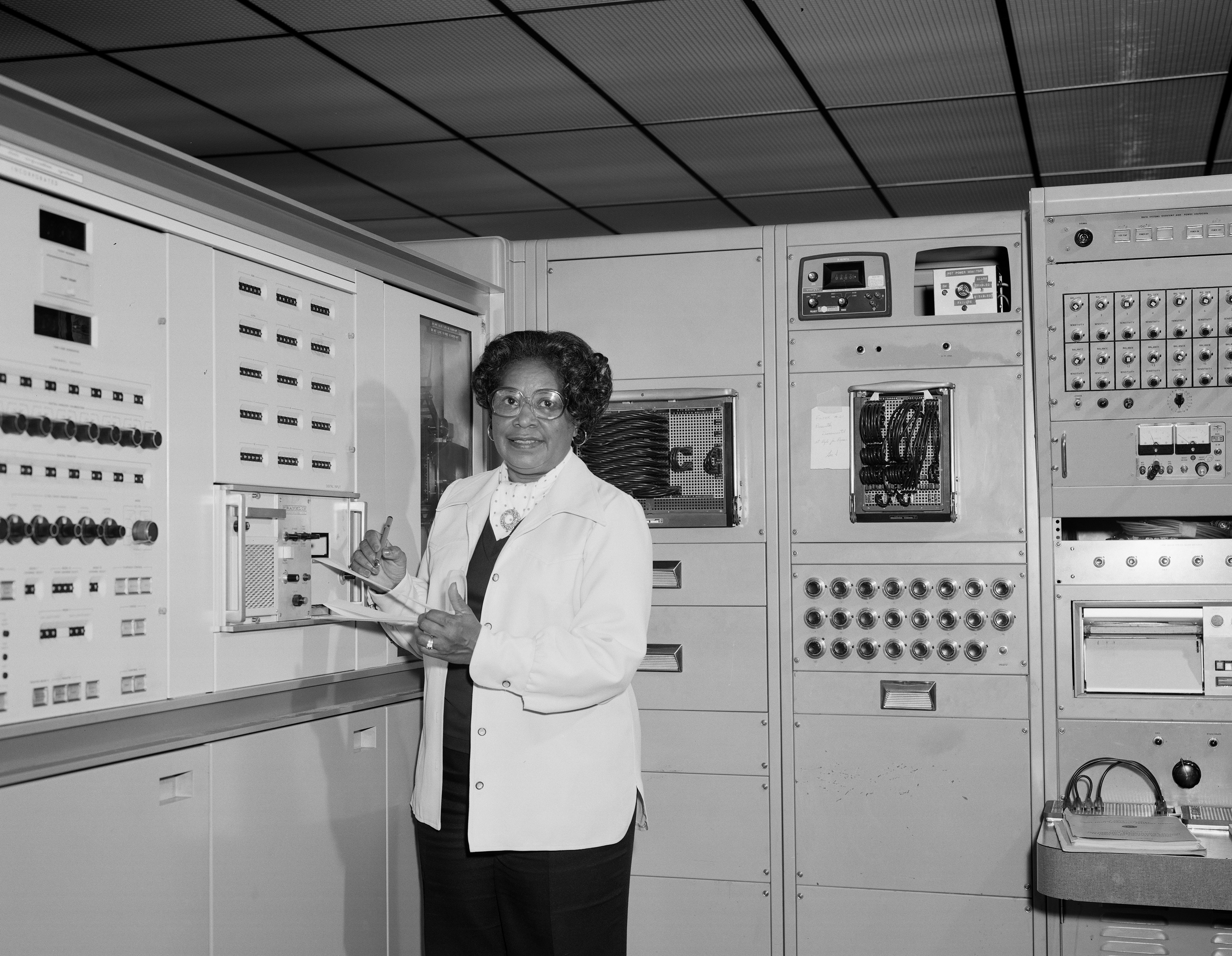
Mary Jackson trabajando en el Centro de Investigación de Langley

Después de graduarse, Jackson enseñó matemáticas en una escuela para gente de color en el Condado de Calvert (Maryland) durante un año. También trabajó como tutora de alumnado de instituto y universitario, tarea que realizó durante toda su vida. En 1943, fue contable del Centro Comunitario Católico Nacional en Hampton. Después de esto trabajó como recepcionista y empleada en el departamento de Salud del Hampton Institute; interrumpió su trabajo al nacer su hijo. En 1951 entra a trabajar como empleada en la Oficina del Jefe, del Campamento de las Fuerzas Armadas en Fort Monroe.
En 1951 entra a trabajar para el Comité Consejero Nacional para la Aeronáutica (NACA). Empezó su carrera como matemática de investigación, o computista, en el Centro de Investigación de Langley en su ciudad natal de Hampton, Virginia. Trabajó bajo las órdenes de Dorothy Vaughan en la sección segregada conocida como Sección de Informática del Área Oeste.
En 1953 aceptó una oferta para trabajar para el ingeniero Kazimierz Czarnecki en el Túnel de Presión Supersónico, un túnel de viento de 1,2 por 1,2 metros y 45 000 kilovatios, usado para estudiar las fuerzas sobre un modelo al generar vientos de casi dos veces la Velocidad del sonido. Czarnecki animó a Jackson a prepararse para ascender a ingeniera. Para conseguir la promoción a ingeniera, Jackson necesitó licenciarse en matemáticas y física en cursos nocturnos. Los estudios estaban gestionados por la Universidad de Virginia pero se realizaban en el instituto de secundaria de Hampton, que era en aquel momento una institución tan solo para blancos, por lo que Jackson hubo de presentar una petición al ayuntamiento de Hampton para que le dejaran asistir a las clases. Tras completar los cursos, fue promovida a ingeniera aeroespacial en 1958 siendo la primera mujer negra que alcanzó el grado de ingeniera en la NASA. Pasó entonces a trabajar analizando los datos de los experimentos del túnel de viento y también de datos obtenidos con vuelos de naves reales en la Sección de Aerodinámica Teórica de la División de Aerodinámica Subsónica y Transónica en Langley. Su objetivo era entender el flujo de aire, incluyendo las fuerzas de empuje y arrastre.
Durante su tiempo como ingeniera en NASA, trabajó en varias divisiones: la División de Investigación de la Compresibilidad, División de Investigación a Escala Real, División de Aerodinámica de la Alta Velocidad, y el División de Aerodinámica Subsónica-Transónica. Es autora o coautora de 12 papers técnicos para la NACA y NASA. Trabajó para ayudar mujeres y otras minorías a ascender en sus carreras, incluyendo el asesoramiento sobre cómo estudiar para poder cambiar sus títulos de matemáticas a ingenieras, mejorando sus oportunidades de ascenso, como ella misma había hecho.
Con el paso de los años, fue constantemente limitada para alcanzar los más altos puestos de gerencia por de ser de raza negra y mujer, siendo víctima a lo largo de su carrera del efecto del techo de cristal.
Finalmente en 1979 decidió dejar la NASA.

## Su trabajo para la mujer
"Share what you have and take care of each other.” Este era su lema y luchó por los derechos de las mujeres y las personas de color durante toda su vida.
Cuando se graduó del Instituto Hampton, trabajó en la Organización de Servicios Unidos ayudando a familias de militares y trabajadores relacionados con el ejército; buscando casas y apartamentos para ellos.
Mary fue la encarnación de la idea de Doble V- la victoria de las personas de color y la victoria de las mujeres-.
Lideró undécimo equipo de Girl Scouts. Su idea principal era preparar a las niñas para encontrar su lugar en el mundo. Lo que también fue importante es que la exploración fue la forma de enseñarles el amor a Dios, la patria, la honestidad y la lealtad. 
Mary Jackson fue una mujer increíblemente valiente. Luchaba por los derechos de las mujeres de color al ser parte de la Asociación Técnica Nacional. También invitó a niñas de escuelas públicas en Hampton y estudiantes del Instituto Hampton a Langley para mostrarles que podían ser ingenieras, y participó en los trabajos del Consejo Nacional de Mujeres Negras. Para ella era importante luchar contra la segregación.
Cuando tenía 58 años, se convirtió en Gerente de Programas Federales para Mujeres, que se estableció para asesorar a la gerencia y analizar políticas, prácticas y procedimientos que puedan presentar barreras para la contratación y el avance de las empleadas. Más tarde, pasó a formar parte del Comité Asesor del Programa Federal de Mujeres y del Programa de Igualdad de Oportunidades de Langley. El objetivo de esas instituciones era crear un entorno en el que el gobierno federal no se fijara en la raza, el sexo o la nacionalidad en un proceso de contratación de personas.

## Legado
La película de 2016 Hidden Figures narra las carreras de Jackson, Katherine Johnson y Dorothy Vaughan y específicamente su trabajo en el Proyecto Mercury y Apollo 11. La película se basa en el libro del mismo nombre de Margot Lee Shetterly. Jackson es interpretada en la película por Janelle Monáe.
Un satélite ÑuSat de la constelación Aleph lleva su nombre.

## Premios y honores
- Apollo Group Achievement Award, 1969.[2][6]
- Daniels Alumni Award por un servicio excepcional a jóvenes en desventaja.[6]
- Consejo NacionalPublicaciones de Mujeres Negras, Inc. Certificado de Reconocimiento por Servicio Excepcional a la Comunidad.[6]
- Distinguished Service Award por su trabajo con la Campaña Federal Combinada que representa a las Agencias Humanitarias, 1972.[6]
- Premio excepcional del voluntario del Centro de Investigación de Langley, 1975.[6]
- Voluntario del Año del Centro de Investigación de Langley, 1976.[6]
- Iota Lambda Premio de la Hermandad de la Península Excepcional Mujer Científica, 1976.[6]
- Premio excepcional del Centro Comunitario de King Street.[6]
- Tribute Award de la Asociación Técnica Nacional, 1976.[6]
- Capítulo de Hampton Roads "Libro de Golden Deeds" para el servicio.[6]
- Langley Centro de Investigación Certificado de Agradecimiento, 1976-1977.[6]

## Publicaciones
- Czarnecki, K. R.; Jackson, Mary W. (septiembre1958), Effects of Nose Angle and Mach Number on Transition on Cones at Supersonic Speeds (NACA TN 4388), National Advisory Committee for Aeronautics

- Jackson, Mary W.; Czarnecki, K.R. (1960), Investigation by Schlieren Technique of Methods of Fixing Fully Turbulent Flow on Models at Supersonic Speeds, 242, National Aeronautics and Space Administration

- Czarnecki, K. R.; Jackson, Mary W. (enero 1961), Effects of Cone Angle, Mach Number, and Nose Blunting on Transition at Supersonic Speeds (NASA TN D-634), NASA Langley Research Center
- Jackson, Mary W.; Czarnecki, K. R. (julio 1961), Boundary-Layer Transition on a Group of Blunt Nose Shapes at a Mach Number of 2.20 (NASA TN D-932), NASA Langley Research Center
- Czarnecki, K.R.; Jackson, Mary W.; Monta, William J. (1963), Studies of Skin Friction at Supersonic Speeds (Turbulent Boundary Layer and Skin Friction Data for Supersonic Transports)
- Jackson, Mary W.; Czarnecki, K. R.; Monta, William J. (julio 1965), Turbulent Skin Friction at High Reynolds Numbers and Low Supersonic Velocities, National Aeronautics and Space Administration
- Czarnecki, K.R.; Jackson, M.W.; Sorrells, R. B. III (1 de diciembre de 1966), Measurement by wake momentum surveys at Mach 1.61 and 2.01 of turbulent boundary-layer skin friction on five swept wings, National Aeronautics and Space Administration

- Czarnecki, K.R.; Allen, J. M.; Jackson, M.W. (1 de enero de 1967), Boundary-layer transition on hypersonic-cruise aircraft, National Aeronautics and Space Administration
- Czarnecki, K.R.; Jackson, M.W. (1 de noviembre de 1970), Theoretical pressure distributions over arbitrarily shaped periodic waves in subsonic compressible flow and comparison with experiment, National Aeronautics and Space Administration
- Czarnecki, K.R.; Jackson, Mary W. (diciembre1975). "Turbulent Boundary-Layer Separation due to a Forward-Facing Step". AIAA Journal. 13 (12): 1585–1591. doi:10.2514/3.60582.